# Le Chauchet
Le Chauchet – miejscowość i gmina we Francji, w regionie Nowa Akwitania, w departamencie Creuse.
Według danych na rok 1990 gminę zamieszkiwały 104 osoby, a gęstość zaludnienia wynosiła 10 osób/km² (wśród 747 gmin Limousin Le Chauchet plasuje się na 506. miejscu pod względem liczby ludności, natomiast pod względem powierzchni na miejscu 548.).